# Spinturnicidae
Spinturnicidae es una familia de ácaros perteneciente al orden Mesostigmata., están especializados en parasitar las alas membranosas de los murciélagos.

## Géneros
- Ancystropus Kolenati, 1857
- Emballonuria Uchikawa, Zhang, OConnor & Klompen, 1994
- Eyndhovenia Rudnick, 1960
- Meristaspis Kolenati, 1857
- Mesoperiglischrus Dusbábek, 1968
- Oncoscelus Delfinado & Baker, 1963
- Parameristaspis R. Advani & T. G. Vazirani, 1981
- Paraperiglischrus Rudnick, 1960
- Paraspinturnix Rudnick, 1960
- Periglischrodes Baker & Delfinado, 1964
- Periglischrus Kolenati, 1857
- Spinturnix von Heyden, 1826
- Tympanospinctus Berlese, 1918